# Kristine Frøseth
Kristine Frøseth, född 21 september 1996 i Summit i New Jersey, är en norsk-amerikansk skådespelerska och modell. Hon är mest känd för rollen som Veronica i Netflixfilmen Sierra Burgess Is a Loser och som Kelly i Netflixserien The Society. (Hon är krediterad som Froseth i de flesta filmer.)

## Bakgrund
Frøseth föddes i USA och har norska föräldrar. Under sin barndom pendlade hon mycket mellan Oslo och New Jersey på grund av sin fars arbete. Hon började med modelljobb efter att ha blivit upptäckt under en audition i Ski Storsenter och upptäcktes av IMG Models under en modeshow i ett lokalt köpcenter i New Jersey. Frøseth har varit modell för varumärken såsom Armani, Juicy Couture, Miu Miu och H&M. 

## Karriär
Kristine Frøseths skådespelarkarriär började 2017 med filmen Rebel in the Rye. Den 30 oktober 2018 tillkännagavs att Frøseth skulle spela "Alaska Young" i en serie baserad på John Greens roman Var är Alaska?. TV-serien, som fick namnet Looking for Alaska, sändes 2019 i åtta avsnitt.